# نانا
نانا (بالألمانية: Nana Abrokwa)‏ من مواليد 5 أكتوبر 1968 مطرب غاني مقيم في ألمانيا.

## حياته
انفصل والداه عن بعضهما حينما كان في العاشرة من عمره وانتقل مع والدته واخوته إلى هامبورغ. عاش نانا أوقات صعبة فقد كان يتعرض لكثير من المضايقات بسبب بشرته السوداء أيضا لم يكن على اتصال دائم مع والده أو بالأحرى لم يعد يحتك به. في مرحلة المراهقة قام بأول خطوه له في عالم الموسيقى كـ DJ وفي وقت قياسي أصبح من أفضل وأقوى الـ DJs. أصبح النادي بيته الثاني كما أنه بدء يعجب بالراب وتدريجياً أصبح من العاشقين لفن الراب كما فعل من قبله Dr.Dre، Snoop Dogg، 2pac

## حياته الفنية
في سنة 1996 غادر نانا ألمانيا واتجه لتحقيق أحلامه وتعاون مع فريق الإنتاج الناجح Toni Cottura and Bulent Aris وكان أول ألبوم له يحمل لقبه مع Booya-Music (Motor Music). أول single له Darkman دخل التوب تين وأخذ المركز الأول في ألمانيا. من الذي لا يذكر فيديو كليب Lonely أو الأغاني الرائعة مثل He's Comin'، Remember The Time، one scond كما أن هذه الأغنيات وغيرها قادته إلى طريق النجاح والشهرة مع عائلة بويا. وخلال هذه الأعمال لنانا فقد حصل على جائزتين VIVA Comet awards، ECHO awards وبعد ذلك أصبح يصدر singles بين فترة وأخرى وقد باع أكثر من خمسمائة ألف نسخة من أول ألبوم له. بعد وفاة والده سنة 1998 قدمت له multi-Echo-award جائزة عن ألبومه الثاني كأفضل مبيعات gold record.
كان أهم شيء قام به نانا خلال مسيرته الفنية هو ترك عائلة بويا والمضي قدما وحده ولم يكن موسيقيا فحسب بل أصبح منتجا وممثلا. من أفلامه Schattenboxer و Fernes Land Pa -isch وقام أيضا بإنتاج الموسيقى الناجحة 14 Tage lebenslänglich. أراد نانا أن يقطع كل خيط يربطه بالماضي وأن يركز فقط على تطوير قدرته في مهنته الجديدة كمدير لشركة EMI الألمانية وأصبح حاليا مثل P. Diddy, The Neptunes, Stefan Raab, Samy Deluxe، Alex Christensen
إحدى أشهر الأغاني الألمانية العالمية - بالإنجليزية - والمسماة lonely، والتي كانت العام 1997 (تختلف عن أغنية iam lonely)
صاحب هذه الأغنية الرائعة يسمى nana darkman، وهو من أصول غانية وولد في مدين أكرا، ومقيم في هامبورغ بألمانيا. والاسم نانا NANA ليس اسمه الأول، بل هو لقب غاني للنبلاء.
أهم إنجازاته كانت في الجزء الثاني من التسعينات، حيث أصبح من أهم أعلام ومؤسسي ما يسمى بـ بالراب الأوروبي الملتزم، والذي يحارب العنصرية....
و قد تأثر نانا بالعديد من الفنانين الأميركين، أمثال Erick Sermon و Parrish Smith (EPMD)و Dr. Dreو 2Pacو Public Enemy

## وصلات خارجية
- نانا على موقع IMDb (الإنجليزية)
- نانا على موقع ميوزك برينز (الإنجليزية)
- نانا على موقع ميوزك برينز (الإنجليزية)
- نانا على موقع أول ميوزيك (الإنجليزية)
- نانا على موقع ديسكوغز (الإنجليزية)
- نانا على موقع قاعدة بيانات الفيلم (الإنجليزية)

موقعه الرسمي